# Robert Bühler (Politiker, 1928)

Robert Bühler (1983)

Robert Bühler (* 21. September 1928 in Grosswangen; † 9. Dezember 2023, heimatberechtigt in Grosswangen und Luzern) war ein Schweizer Politiker (FDP).
Von 1950 bis 1961 war Bühler als Primarlehrer tätig. Danach arbeitete er zuerst als städtischer Berufsberater in Luzern (1961 bis 1968) und später als Personalchef bei der Stadtverwaltung Luzern (1968 bis 1977).
1963 wurde er in den Grossen Rat des Kantons Luzern gewählt. Als er 1977 in den Regierungsrat einzog, musste er aufgrund der Gewaltentrennung sein Parlamentsmandat abgeben. Im Regierungsrat stand er dem Militär und Polizeidepartement (inklusive Umweltschutz) vor und er war 1983 und 1989 Schultheiss. Zum 19. Juni 1989 wurde er in den Ständerat gewählt und schied am 3. Dezember 1995 wieder aus dem Amt aus. Nach sechs Jahren als Ständerat wollte er als 67-Jähriger «den Jungen Platz machen».
Bühler war Mitglied der Liberalen Partei Luzern (LPL), der Freisinnigen Partei im Kanton Luzern, die im Jahr 2000 mit der FDP fusionierte. Er war Präsident des Organisationskomitees des Eidgenössischen Turnfestes in Luzern 1991 sowie der Projektierungsgesellschaft für das Kultur- und Kongresszentrum Luzern.